# James J. Braddock
James J. Braddock, eg James Walter Braddock, född 7 juni 1905 i New York, död 29 november 1974 i North Bergen, New Jersey, var en amerikansk boxare som höll VM-titeln i tungvikt 1935-37. När Braddock 13 juni 1935 besegrade Max Baer blev han troligen en av de mest oväntade mästarna någonsin i den mytomspunna tungviktsklassen. Braddock valdes in i International Boxing Hall of Fame 2001.
Filmen Cinderella Man med Russell Crowe i huvudrollen handlar om Braddocks liv.

## Boxningskarriär

### Immigrerad irländare i fäders spår, initialt och till slut
Braddocks föräldrar var immigranter från Irland och han växte upp under fattiga förhållanden i New York. Efter en mycket lyckad karriär som amatör debuterade han som proffs i 21-årsåldern i lätta tungviktsklassen. Att han boxades under namnet James J. Braddock berodde troligen på att två tidigare berömda mästare med rötterna i Irland (båda i tungvikt) James J. Corbett och James J. Jeffries också använde sig av initialen "J." som aktiva boxare.
1928 besegrade Braddock överraskande den högt rankade Tuffy Griffith vilket gav honom en titelmatch mot lätte tungviktsmästaren Tommy Loughran, en match han förlorade knappt på poäng. Braddock tog förlusten mycket hårt och drabbades av depression. Dessutom skadade han högerhanden vid upprepade tillfällen vilket naturligtvis drabbade karriären. Kommande åren förlorade han betydligt oftare än han vann och blev en typisk så kallad journeyman - term för boxare som tar alla möjliga matcher mot låg betalning, ofta mot lovande boxare som är på väg uppåt. Utöver de allt sämre resultaten i ringen drabbades Braddock och hans familj hårt av den stora ekonomiska depressionen i början av 1930-talet. Braddock som investerat nästan alla sina pengar på börsen blev därmed, som miljoner andra amerikaner, ruinerad när New York-börsen kraschade hösten 1929.

### Oväntad världsmästare - en askungesaga
Braddock hade nu svårt att försörja sin familj - han var gift med Mae Braddock och hade tre barn. Matcherna gav inte mycket pengar och han tvingades ta olika lågbetalda påhuggsjobb, i den mån det fanns några att få i den massarbetslöshet som rådde i USA i början av 1930-talet. Familjen sjönk allt längre ner i fattigdom och misär och Braddock som i det längsta avstod från att söka socialhjälp tvingades till slut till det ändå för att ha råd att ha kvar barnen i sitt hem.
Helt oväntat fick Braddock 1934 chansen att möta Corn Griffin som var andrerankad i tungviktsklassen och lyckades ännu mer oväntat att vinna. Efter ytterligare två sensationella segrar mot John Henry Lewis och Jonh Lasky fick han 13 juni 1935 chansen mot mästaren Max Baer. Världsmästaren var storfavorit men Braddock lyckades mot alla odds att vinna på poäng och blev därmed högst oväntat ny världsmästare (på den här tiden fanns till skillnad från nutid endast en mästare per viktklass). Braddock satt sedan på VM-titeln i nära två år, efter en sent inställd planerad VM-match mot tyske tidigare mästaren Max Schmeling under 1936, innan han försvarade den för första gången; och då blev det förlust på KO i rond 8 mot Joe Louis i juni 1937.

### Slutet
Braddock gick sin sista match 1938 och vann då på poäng mot Tommy Farr.

## Utanför ringen
Efter karriären startade han ett företag i byggbranschen och levde gott resten av sitt liv. Han stred också i andra världskriget.
James Braddock dog 1974 i en ålder av 69 år. Han begravdes på Mount Carmel Cemetery i Tenafly, New Jersey.

### Webbkällor
- Braddock på boxrec.com